# Frangipáni
A frangipáni (Plumeria) a tárnicsvirágúak (Gentianales) közé tartozó meténgfélék (Apocynaceae) családjában a Rauvolfioideae alcsalád egyik nemzetsége. Egyes fajait hawaii rózsa néven is nevezik.

## Származása, elterjedése
Eredeti élőhelye Közép-Amerika (Dél-Mexikótól Dél-Amerika északi partvidékéig) és a Karib-térség. A nemzetség több faját dísznövényként a világ számos trópusi és szubtrópusi éghajlatú területére betelepítették, egyebek közt:
- Ausztráliába,
- Indiába,
- Hátsó-Indiába,
- a Fidzsi-szigetekre,
- a Szunda-szigetekre,
- a Hawaii-szigetekre,
- Tahitiba és
- Madeirára is.

Tudományos nevét Charles Plumier (1646–1704) francia botanikus szerzetesről kapta, aki a 17. században sokat kutatott ebben a térségben. A frangipani elnevezésnek két története is van.
Frangipánifa Laosz egyik állami jelképe, Szicíliában pedig a sziget fővárosa, Palermo virága. A templomfa (Plumeria rubra) virága Nicaragua nemzeti virága, ami az ország néhány bankjegyén is szerepel.

## Megjelenése, felépítése
A fajok többsége kb. 3–6 m-esre növő, alacsony fa. Koronája szétterülő, olyan széles, amilyen magas. A fa mérete, a virágok alakja, színe, a levelek mérete, színe, ágai szétterülésének formája fajonként erősen különböző.
Levelei fényesek, viaszosak; színük a világoszöldtől a sötétzöldig, alakjuk az oválistól az egészen hosszúkásik változhat. Ötszirmú virágai szélkerékhez hasonlóak, rengeteg színváltozattal — a fehér frangipáni (Plumeria alba) virágai hófehérek, csak a közepükön van némi sárga árnyalat. A virágok illata erőteljes, kellemes. A virágok pártacimpái propellerszerűen csavartak. A kemény, hosszúkás magház 20–60 magot rejt.
A megvágott növény tejszerű, mérgező nedvet ereszt. Fája csak 500 °C fölött gyullad meg.

## Életmódja, élőhelye
Egyes fajai lombhullatók, mások örökzöldek. Teljes magasságát 5–6 éves korára éri el.
Trópusi növény lévén a fagyot nem bírja; már a 10 °C alatti hőmérsékletet is rosszul tűri. A legtöbb faj májustól októberig virágzik, nagy fürtökben.
Dugványról és magról is szaporítható: előbbiek 1–2, utóbbiak 4–5 éves korukban fordulnak termőre. Magvai ritkán érnek be.

## Felhasználása
Vaskos törzsével, hosszúkás, lándzsás leveleivel eleve egzotikus látvány, de fő díszei a virágok. Számos kertészeti hibridjét nemesítették ki — némelyik 200 virágot is hoz egy fürtben, mások csak 50-60-at. Egyik legismertebb változata a háromszínű frangipáni (Plumeria rubra ssp. tricolor, Plumeria tricolor).
Tejnedvét részint a gyógyászatban használják (a Karib-térségben a leveleket fekélyekre, horzsolásokra tapasztják, Vietnámban számos betegséget kezelnek különböző részeivel), részint a szépségiparban. Belsőleg nem fogyasztható: lenyelve akár halálos méreg is lehet!
Virágaiból fonják a híres hawaii virágfüzéreket (lei).